# بيتر كابالدي
بيتر كابالدي (بالإنجليزية: Peter Capaldi)‏ هو مغني وكاتب سيناريو ومخرج وممثل بريطاني، ولد في 14 أبريل 1958 بغلاسكو في المملكة المتحدة. بدأ مشواره المهني سنة 1982، ومن الجوائز التي نالها الأكاديمية البريطانية لفنون السينما والتلفزيون وجائزة الأوسكار لأفضل فيلم حي قصير سنة 1994 وجائزة الأوسكار لأفضل فيلم حي قصير سنة 1995 وجائزة الأوسكار وBritish Academy Television Award for Best Male Comedy Performance ‏ سنة 2010 وBAFTA Award for Best Short Film ‏ سنة 1994.

## أعمال

### أفلام
- (1988) علاقات خطرة
- (2013) السلطة الخامسة[23]
- (2013) حرب الزومبي العالمية[24]
- (2014) بادنغتون[25][26]

### مسلسلات
- دكتور هو

## جوائز وترشيحات
جوائز
- الأكاديمية البريطانية لفنون السينما والتلفزيون
- جائزة الأوسكار لأفضل فيلم حي قصير (1994)
- جائزة الأوسكار لأفضل فيلم حي قصير (1995)
- جائزة الأوسكار
- British Academy Television Award for Best Male Comedy Performance [الإنجليزية]‏ (2010)
- BAFTA Award for Best Short Film [الإنجليزية]‏ (1994)

ترشيحات
- British Academy Television Award for Best Male Comedy Performance [الإنجليزية]‏ (2013)
- Chicago Film Critics Association Award for Best Supporting Actor [الإنجليزية]‏ (2009)
- جائزة دائرة نقاد أفلام لندن عن فئة ممثل السنة [الإنجليزية]‏ (2009)
- British Academy Television Award for Best Comedy (Programme or Series) [الإنجليزية]‏ (2012)
- جائزة الأوسكار التلفزيونية البريطانية لأفضل ممثل مساعد [الإنجليزية]‏ (2013)
- جائزة السينما المستقلة البريطانية لأفضل ممثل في فيلم بريطاني مستقل [الإنجليزية]‏ (2009)
- British Academy Television Award for Best Comedy Performance [الإنجليزية]‏ (2006)
- British Academy Television Award for Best Comedy Performance [الإنجليزية]‏ (2008)
- Online Film Critics Society Award for Best Supporting Actor [الإنجليزية]‏ (2009)

## وصلات خارجية
- بيتر كابالدي على موقع IMDb (الإنجليزية)
- بيتر كابالدي على موقع روتن توميتوز (الإنجليزية)
- بيتر كابالدي على موقع ألو سيني (الفرنسية)
- بيتر كابالدي على موقع ميوزك برينز (الإنجليزية)
- بيتر كابالدي على موقع تيرنر كلاسيك موفيز (الإنجليزية)
- بيتر كابالدي على موقع أول موفي (الإنجليزية)
- بيتر كابالدي على موقع قاعدة بيانات برودواي على الإنترنت (الإنجليزية)
- بيتر كابالدي على موقع قاعدة بيانات الأفلام السويدية (السويدية)
- بيتر كابالدي على موقع إن إن دي بي (الإنجليزية)
- بيتر كابالدي على موقع أول ميوزيك (الإنجليزية)